# Red Surf
Red Surf (conocida en España como Surf Connection) es una película de acción, drama y crimen de 1989, dirigida por H. Gordon Boos, que a su vez la escribió junto con Brian Gamble, Jason Hoffs y Vincent Robert, musicalizada por Sasha Matson, en la fotografía estuvo John Schwartzman y los protagonistas son George Clooney, Doug Savant y Dedee Pfeiffer, entre otros. El filme fue realizado por Arrowhead Entertainment, se estrenó en diciembre de 1989.

## Sinopsis
Un surfista la pasa bien con la plata de los estupefacientes junto a su pandilla en la década de 1980 en California. Su novia está esperando un hijo y no va a quedarse en una casa con narcóticos y armas, se va a Portland, Oregón.